# Gospodar (Kristan)
Gospodar je drama Etbina Kristana s socialno in psihološko tematiko. Nastala je 1938 leta. Drama je napisana v šterih dejanjih.

## Osebe
- Peter Jeklenec
- Marta
- Olga
- Anton Zimše
- Filip Rožina
- Bojček
- Medovič
- Štork
- Slavoj Remšek
- Tugomir Pelin
- Srečko Sirc
- Žan
- Dr. Ročan

## Vsebina

### 1. dejanje
Jeklenec požira mala podjetja in bivša lastnike postavlja kot svoje služabike. Večina to sprejme, le Štork je uporen. Jeklenec hoče biti gospodar. Tudi z družino ravna tako, a njegova žena Marta razmišlja, da ga zapusti. Sin hoče postati slikar, hči pa simpatizira pastirja, ki je vanjo zaljubljen. Remšek, ki zahteva varnostne naprave v rudniku, mu pove, da je fevdalni gospodar, taki pa kmalu več ne bodo potrebni.

### 2. dejanje
Rudarji stavkajo. Jeklencu za pomoč se ponudi Pelin, a ga ta odkloni. Od Pelina zahteva, naj pritisne zaradi zakona o železnici, ki je veliko bolj važen. Jeklenec je nezaupljiv do služabnika Žana.

### 3. dejanje
Jeklenec si je kupil graščino in pripravlja banket. Pride skesani Rožina, ki ni dobil nikjer službe. Jeklenec pred Olgo zahteva, da se fant svoji ljubezni do nje odpove. Olga se počuti ponižano, očetu pove, da se bo poročila z Žanom in odšla od doma. Jeklenca to hudo prizadane. Sledi banket in med govorom Jeklenec omahne od slabosti. Zdravnik mu ukaže, da mora na počitnice.

### 4. dejanje
Med gospodarjevo odsotnostjo je podjetje napredovalo. Zimše premišlja, da bi na stara leta zaživel po svoje. Marta je odločena, da se bo ločila od moža. Rožina pa je vdan gospodarju. Pride Štork, ker bi rad nabavil nekaj orodja pri Jeklenčevem podjetju. Zdaj je zadružni inženir. Prispe Jeklenec inse odpravi na ogled podjetja. Ne more  verjeti v takšen uspeh, zato išče napako. Ko se prepriča, da je uspeh stvaren, brez njegovega gospodarjenja, se zlomi. Zdravnik ugotovi, da je Jeklenec hudo bolan in da mora nazaj v bolnišnico.